# Conservatori de Música de Puerto Rico
El Conservatori de Música de Puerto Rico és una institució pública d'aprenentatge superior ubicat en la històrica secció de Miramar de San Juan, Puerto Rico. Es va fundar el 12 de juny de 1959 amb l'objectiu de desenvolupar músics en els camps d'interpretació, composició i ensenyament. Té relació amb el Festival Casals de Puerto Rico i l'Orquestra Simfònica de Puerto Rico (OSPR).

## Història
Seguint l'èxit del Festival Casals fet a San Juan el 1957, el legislador estatal Ernesto Ramos Antonini va proposar diverses lleis que crearien l'Orquestra Simfònica de Puerto Rico el mateix any i el Conservatori de Música el juny de 1959. El Conservatori estaba previst inicialment com a escola per preparar músics per la OSPR i per preparar mestres de música pel sistema d'educació públic estatal.
Des del seu començament, el Conservatori ha estat sota l'administració d'agències de govern estatal, com la Compañía de Fomento Económico, l'Administración para el Fomento de las Artes y Cultura i la Corporación de las Artes Musicales (COM). Fins que en 1995, una llei estatal li va concedir autonomia fiscal i administrativa. Des de llavors, el Conservatori ha estat autònom liderat per un Consell d'administració nomenat pel Governador i confirmat pel Senat.

## Campus
De 1960 a 2008 el Conservatori de Música de Puerto Rico estaba localitzat a Hato Rey, en les instal·lacions anteriors d'una fàbrica vella. El 2009 es van traslladar a les noves instal·lacions a Miramar, una secció de la capital de l'illa .
El Conservatori es compon de tres edificis principals:
1. L'edifici històric. Anteriorment conegut com el Colegio de las Madres del Sagrado Corazón i el Antiguo Asilo de Niñas de Miramar. Forma part Registre Nacional de Llocs Històrics. La reconstrucció de l'edifici es va fer del 2001 fins al 2008, i està en funcionament des del 2009. Conté les oficines administratives, laboratoris de piano, aules, habitacions de pràctica, el pati Luis Ferré Aguayo (del nord), i el pati Pau Casals (del sud).[2][3]
2. La parcel·la d'aparcament i Terrat verd.[4]
3. L'Edifici Acadèmic. Inaugurat l'agost de 2012, que té les següents instal·lacions:
  - Primer pis: La Biblioteca Amaury Veray, una unitat del Centro de Recursos para el Aprendizaje Fundación Ángel Ramos, el costat Cecilia Negrón de Talavera i habitacions de pràctica i d'assaig.
  - Segon pis: sales de concert i d'assaig: Sala de concert Jesús María Sanromá, Sala Antonio "Junior" Soto Sala, i la Sala José "Pepito" Figueroa Sala, aules individuals, cubicles de pràctica cubicles i consignes.
  - Tercer pis: Mes aules individuals, cubicles de pràctica, i consignes.